# Anthurium triciafrankiae
Anthurium triciafrankiae är en kallaväxtart som beskrevs av Thomas Bernard Croat. Anthurium triciafrankiae ingår i släktet Anthurium och familjen kallaväxter. Inga underarter finns listade.